# Terremoto de Zhongwei de 1709
El terremoto de Zhongwei de 1709 fue un gran terremoto que golpeó la región de Ningxia en la mañana del 14 de octubre de 1709. Tuvo una magnitud estimada de 7,5 y una intensidad máxima sentida de X en la escala de intensidad Mercalli modificada. La ciudad de Zhongwei sufrió graves daños, incluida una sección de la Gran Muralla. Un total de 2.032 personas murieron.

## Entorno tectónico
Zhongwei se encuentra cerca del borde norte de la meseta tibetana. La meseta es una gran región de corteza espesa creada por la colisión en curso entre la placa india y la placa euroasiática. La corteza engrosada se está extendiendo lateralmente hacia el este, acomodada por una serie de fallas de deslizamiento principalmente sinistrales, como la falla de Kunlun y la falla de Haiyuan. Una extensión importante de la falla de Haiyuan es la falla de Tianjingshan, que también es una falla de deslizamiento sinistral en su parte occidental, donde corre cerca de Zhongwei, pasando a una sección de falla principalmente corrida hacia el este, donde acomoda el acortamiento entre la Meseta Tibetana y el Bloque Ordos.

## Terremoto
Se sabe que el terremoto rompió el segmento central de la falla de Tianjingshan y parte del segmento este. Hay una ruptura superficial clara de 53 km y la excavación de zanjas en la zona de la falla ha confirmado que esto se debió al terremoto de 1709. Se ha estimado un desplazamiento sinistral medio de 4,8 ±0,8 m para este evento, con un desplazamiento máximo de unos 7,4 metros.
Las réplicas afectaron el área varias veces al día durante los primeros 50 días, desapareciendo por completo aproximadamente un año después.

## Daños
En Zhongwei, el terremoto provocó el derrumbe de muchos muros, incluidas unas tres cuartas partes de los muros de la ciudad. Muchos edificios fueron destruidos, incluidas casas, escuelas, oficinas del condado, edificios gubernamentales y el Templo de Confucio. Se informaron inundaciones en áreas al sur del río Amarillo. Una sección de 5 km de la Gran Muralla se derrumbó en Jingyuan.